# Acker-Ehrenpreis
Der Acker-Ehrenpreis (Veronica agrestis) ist eine Pflanzenart aus der Gattung Ehrenpreis (Veronica) innerhalb der Familie der Wegerichgewächse (Plantaginaceae). 

## Beschreibung

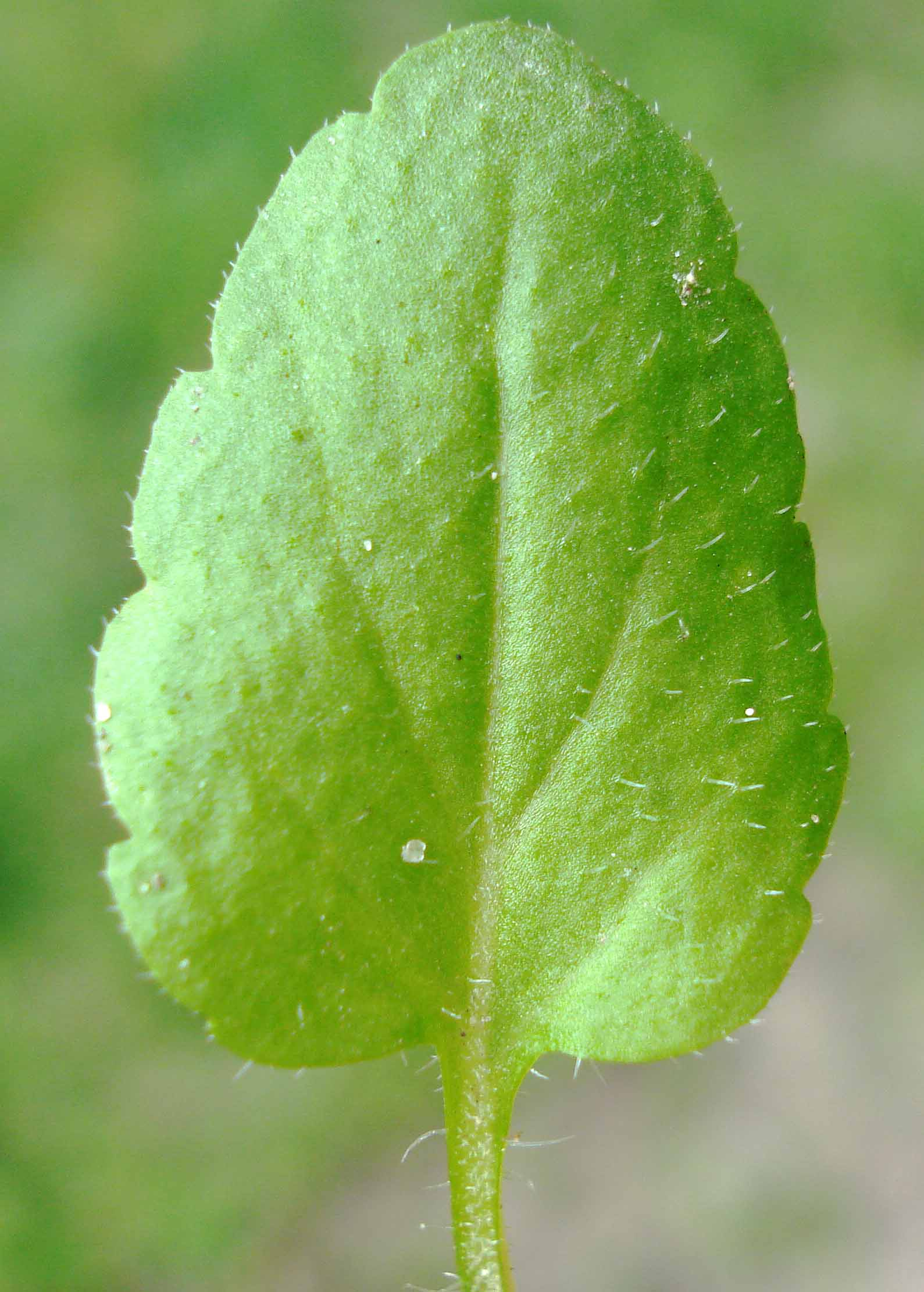
Stängelblatt

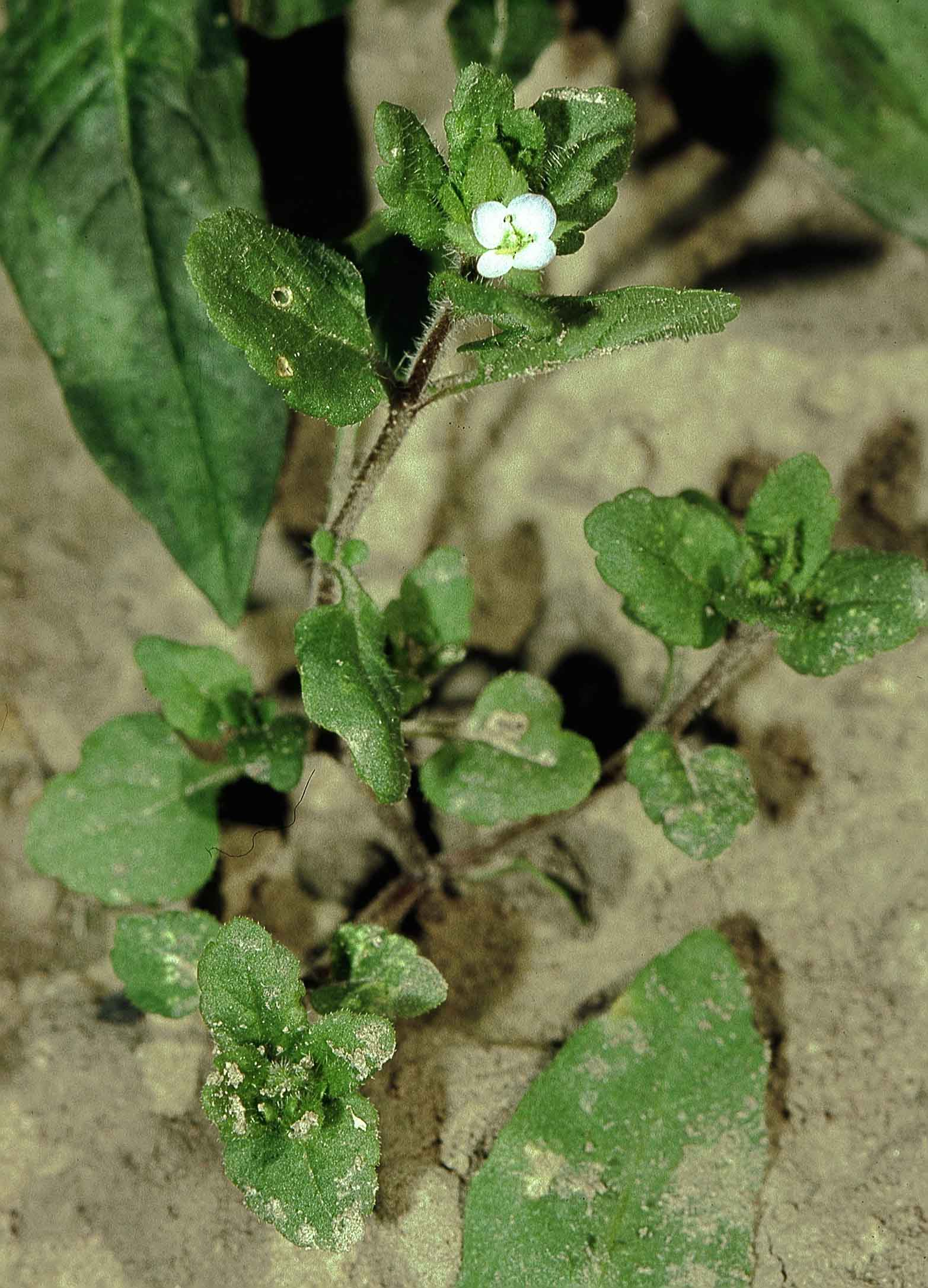
Habitus

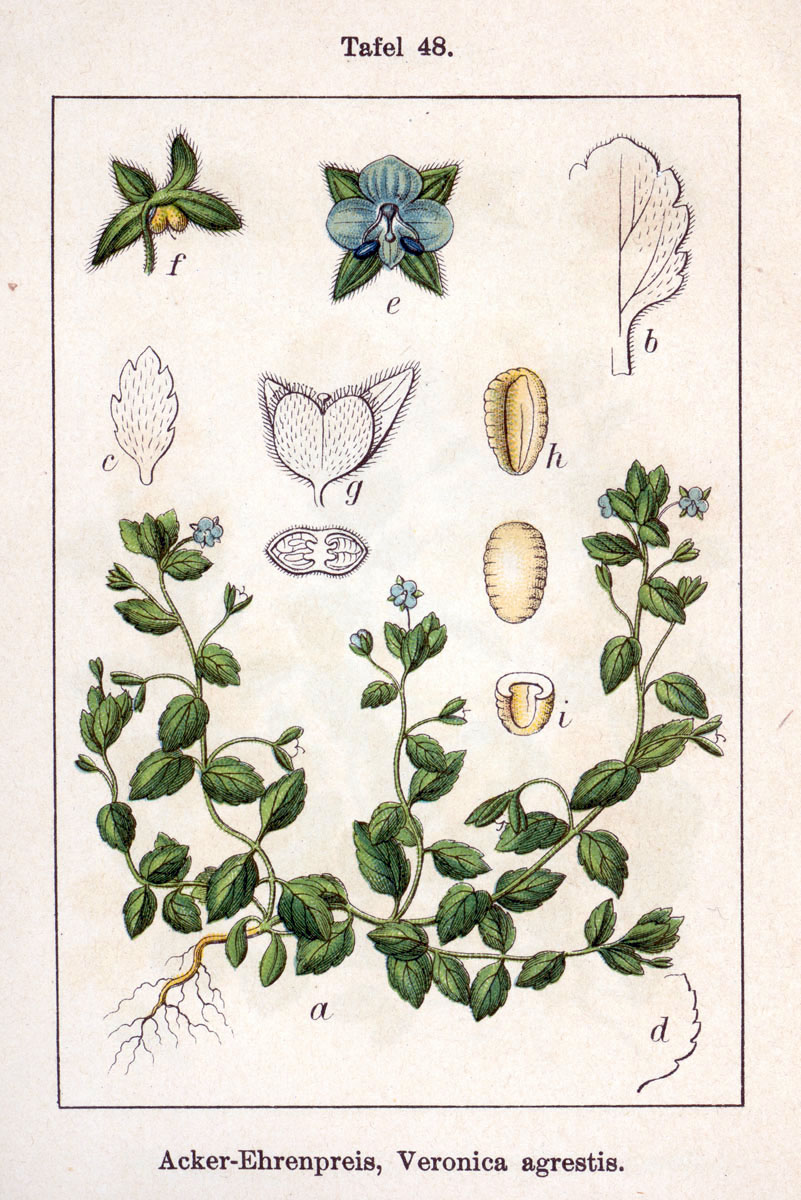
Illustration aus Sturm

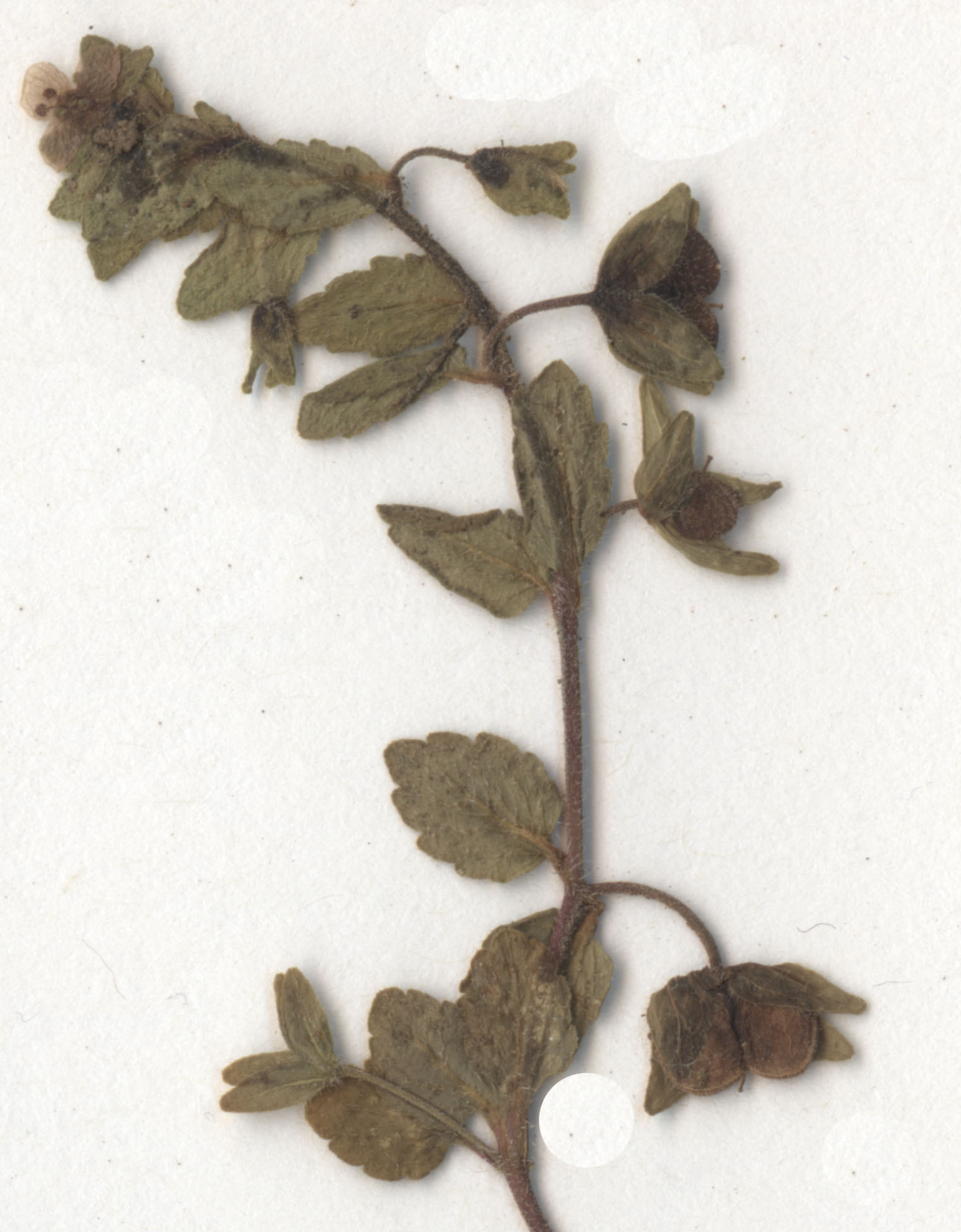
Herbarbeleg mit reifen Früchten

### Vegetative Merkmale
Beim Acker-Ehrenpreis handelt es sich um eine einjährige krautige Pflanze, die in der Regel Wuchshöhen von 10 bis 25 Zentimetern erreicht. Der nicht wurzelnde Stängel wächst niederliegend oder aufsteigend, ist kräftig und am Grunde meist ästig verzweigt.
Die Laubblätter sind in Blattstiel und -spreite gegliedert. Der Blattstiel ist relativ kurz. Die einfache, leicht glänzende Blattspreite ist eiförmig-elliptisch und stumpf gekerbt bis gesägt. Die oberen Laubblätter sind keilförmig und hellgrün.

### Generative Merkmale
Der Acker-Ehrenpreis blüht vorwiegend in den Monaten März bis Juni und oft nochmals von August bis Oktober. Es werden traubige Blütenstände gebildet. Die Kelchzipfel sind lanzettlich mit gerundetem oberem Ende und manchmal drüsig behaart. Sie überdecken sich nicht. Die 5 bis 8 Millimeter langen Blütenkronen sind weißlich und blau geadert; gelegentlich ist ein Kronzipfel auch hellblau oder rötlich gefärbt.
Die etwas abgeflachte, nierenförmige Kapselfrucht ist deutlich gekielt, tief ausgerandet und besitzt eine sehr spitze Bucht. Auf ihrer Oberfläche befinden sich ausschließlich Drüsenhaare, kürzere, drüsenlose Haare fehlen. Der Griffel hat eine maximale Länge von 1,2 Millimetern und ragt meist nicht über die Kapselbucht hinaus.
Die Chromosomenzahl beträgt 2n = 28.

## Ökologie
Beim Acker-Ehrenpreis handelt es sich um einen hygromorphen, mesomorphen Therophyten. Der Acker-Ehrenpreis ist ein Dunkelkeimer.

## Vorkommen
Veronica agrestis ist von Südskandinavien bis West- und Südeuropa verbreitet. Er ist in Nordafrika, auf den Kanaren und Madeira zu finden und dringt östlich bis Russland vor. Ferner ist Veronica agrestis in Nordamerika ein Neophyt. Der Acker-Ehrenpreis kommt in Mitteleuropa meist verbreitet vor.
In Deutschland ist der Acker-Ehrenpreis allgemein verbreitet, nur in Bayern kommt er eher zerstreut vor. In Österreich findet man den Acker-Ehrenpreis in collinen bis montanen Höhenstufen zerstreut bis selten vor. In der Schweiz ist Veronica agrestis zerstreut aufzufinden.
Die ökologischen Zeigerwerte nach Landolt et al. 2010 sind in der Schweiz: Feuchtezahl F = 3+ (feucht), Lichtzahl L = 4 (hell), Reaktionszahl R = 2 (sauer), Temperaturzahl T = 3+ (unter-montan und ober-kollin), Nährstoffzahl N = 4 (nährstoffreich), Kontinentalitätszahl K = 2 (subozeanisch).
Der Acker-Ehrenpreis wächst in Hackfrucht-Unkrautgesellschaften und in Gärten. Der Acker-Ehrenpreis gedeiht am besten auf mehr oder weniger frischen, nährstoffreichen und oft sandigen Lehmböden. Er ist in Mitteleuropa eine Charakterart des Soncho-Veronicetum agrestis aus dem Verband Fumario-Euphrorbion.